# گورو کنوتسن مینا
گورو کنوتسن مینا (انگلیسی: Guro Knutsen Mienna؛ زادهٔ ۱۰ ژانویهٔ ۱۹۸۵) بازیکن فوتبال اهل نروژ است.
از باشگاه‌هایی که در آن بازی کرده‌است می‌توان به اشاره کرد.
وی همچنین در تیم ملی فوتبال زنان نروژ بازی کرده‌است.